# East Island (Neuseeland)
East Island oder Whangaokeno ist eine kleine Insel zwei Kilometer östlich von East Cape vor der Nordinsel Neuseelands.
Sie war der ursprüngliche Standort des heute am East Cape stehenden Leuchtturmes. Dieser war 1900 auf der Insel gebaut worden. Sie erwies sich aber als erdbebengefährdet und die steilen Klippen verursachten zahlreiche Erdrutsche. 1920 entschied man sich daher, den Leuchtturm auf das Festland zu verlagern. 1922 wurde er demontiert und am East Cape wieder in Betrieb genommen.

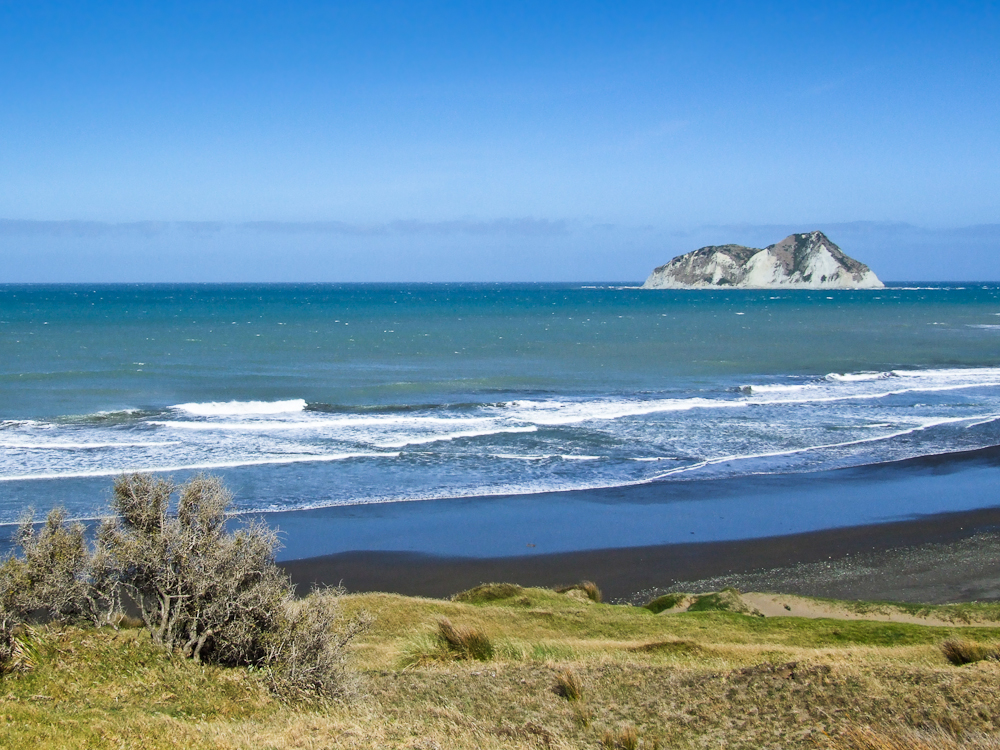
East Island vom Anstieg des Otiki Hill aus
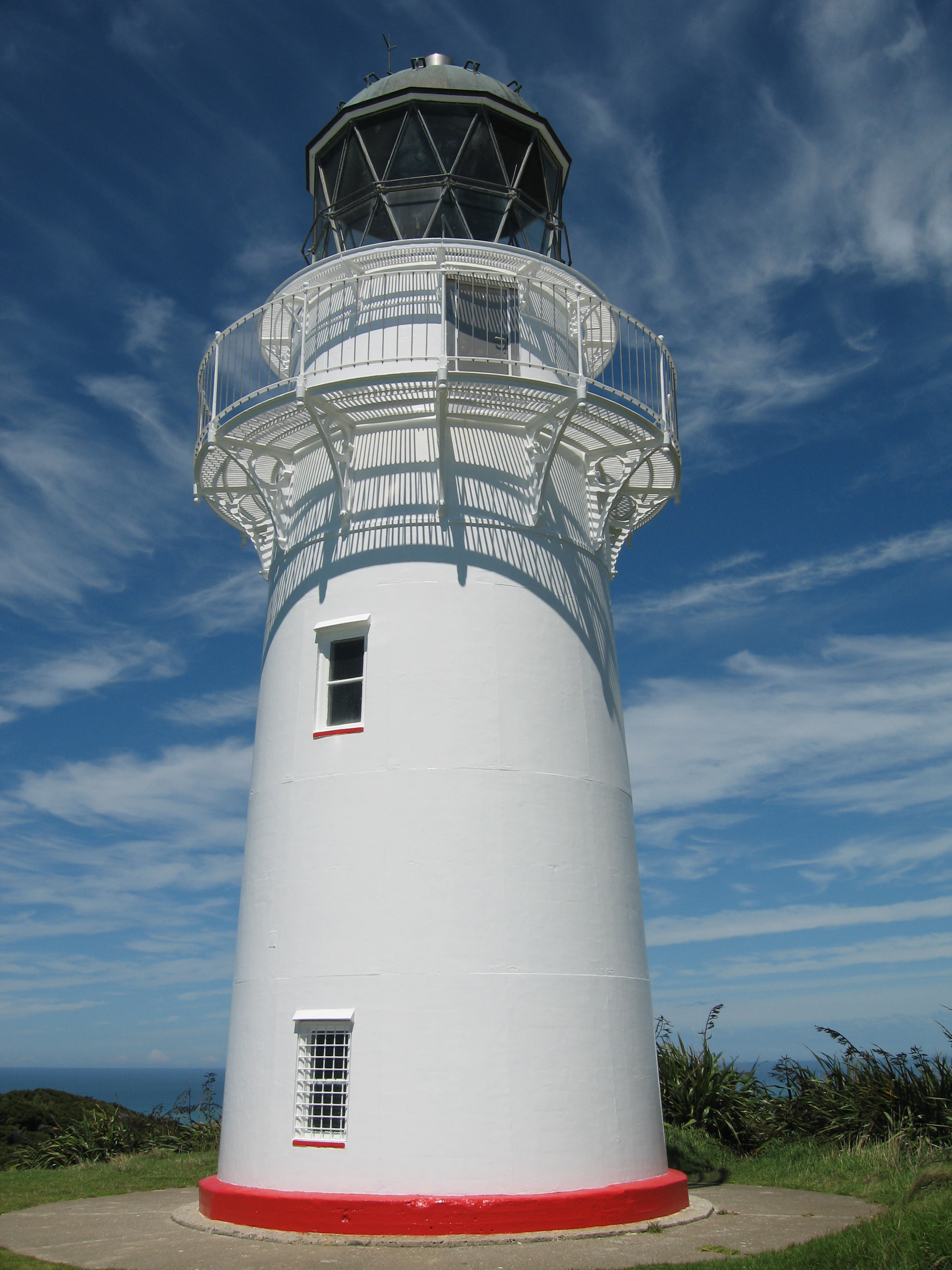
Der 14 Meter hohe East Cape – Leuchtturm, einst auf East Island erbaut